# 강 (중국 성씨)
강(姜, 江, 康, 剛)은 중국의 성씨이다. 

## 姜
강(姜, Jiang)은 중국 인구 600만명으로 중국 성씨 그러나 한족의 성씨는 아니다 이것은 사실 동이족의 성씨다 인구 순위 51위이다. 강(姜)씨는 5200년 전 고대 중국을 통치했던 삼황오제의 염제 신농씨(姜石年)가 천수(天水)에서 태어나고 섬서성 기산현을 흐르는 강, 강수(姜水)에서 자라서 지명인 姜을 성으로 삼았다 한다. 강씨는 현존하는 성씨 중에서 가장 그 연원이 오래 되었다. 염제신농씨의 16세손인 강백이(姜伯夷), 강백이의 37대손이자 세계 강씨의 실질적인 시조로 전하는 강태공으로 세계가 이어졌다. 강태공의 본명은 강상(姜尙)이며, 주나라 문왕,무왕을 도와 주나라를 건국한 일등공신이며, 춘추오패인 제(齊)나라의 왕이 되었다. 강태공의 자손들(2대 왕 강급, 16대 왕 강소백 등)이 대대로 제나라를 이끌어왔으며 제나라는 800여년 간 32대 왕좌를 이어갔다. 
역사 인물로는 강소백(姜小白), 강유(姜維), 강각 등이 있다.
염제신농씨와 그의 후손 공공씨, 강백이, 강태공에서 수많은 성씨가 나왔다. 중국 한족(漢族) 고(高)씨, 중국 범양 노(盧)씨, 중국 남양 여(呂)씨, 오(吳)씨, 중국 한족(漢族) 허(許), 구(丘,邱)씨, 강(强)씨, 방(方)씨, 정(丁)씨, 주(朱)씨, 장(章)씨, 사(謝), 제(齊), 습(習), 악(岳), 시(柴), 하(賀), 경(景), 중국 한족(漢族) 신씨(申), 향(向), 가(柯), 뢰(賴), 박(薄), 상(尙), 우문(宇文), 중국 돈황 홍씨(洪), 초(焦), 기(紀), 중국의 청하최씨(崔), 좌(左), 역(易) 등 247여개의 성씨들이 생겨났다.

## 江
강(江, jiāng) 성은 중국 《백가성(百家姓)》 141위이며, 중국 인구 74위이다. 강(江)은 영성(嬴姓) 계열의 성씨이다. 인물로는 중국 공산당 전 총서기 장쩌민(江澤民, 강택민)이 있다.

## 康
강(康, kāng) 성은 중국 《백가성(百家姓)》 제88위이며，중국 인구 92위이다.

## 剛
강(剛, gāng) 성은 청(淸)나라 덕종(德宗) 때 사람인 강의자(剛毅字)의 아들 강량(剛良)의 후손으로 전한다. 강의자(剛毅字)와 강량(剛良) 부자는 만주족으로 공부상서를 지낸 것으로 기록되어 있다.

## 같이 보기
- 姜姓
- 江姓
- 康姓
- 剛姓